# Hawaii uralkodók házastársainak listája

A Hawaii Királyság címere

A hawaii uralkodók házastársainak listáját tartalmazza az alábbi táblázat 1810-től 1891-ig.

## Az egységes Hawaii Királyság, 1810-től 1893-ig
| Képe                                                               | Neve                                                                 | Apja                                                                                 | Születése                                                          | Házassága                                                          | Királyi hitvessé válása (koronázása) | Királyi hitvesi terminus vége                                      | Halála                                                             | Házastársa      |
| ------------------------------------------------------------------ | -------------------------------------------------------------------- | ------------------------------------------------------------------------------------ | ------------------------------------------------------------------ | ------------------------------------------------------------------ | --- | ------------------------------------------------------------------ | ------------------------------------------------------------------ | --------------- |
|                                                                    | Erzsébet Kaʻahumanu királyné                                         | Keʻeaumoku Papaiahiahi                                                               | 1768                                                               | 1775/1785                                                          | 1810 Hawaii egyesítése | 1819. május 8. férje halála                                        | 1832. június 5.                                                    | I. Kamehameha   |
|                                                                    | Viktória Kamāmalu királyné                                           | I. Kamehameha hawaii király                                                          | 1802 körül                                                         | ?                                                                  | ? | 1824. július 8.                                                    | 1824. július 8.                                                    | II. Kamehameha  |
|                                                                    | Kalama Hakaleleponi Kapakuhaili királyné                             | Naihe-Kukui                                                                          | 1817 (körül)                                                       | 1837. február 2./4./14., Honolulu                                  | 1837. február 2./4./14., Honolulu | 1854. december 15. férje halála                                    | 1870. szeptember 20.                                               | III. Kamehameha |
|                                                                    | Emma Naʻea Rooke királyné                                            | Kaleleonalaniakalani                                                                 | 1836. január 2.                                                    | 1856. június 19., Honolulu                                         | 1856. június 19., Honolulu | 1863. november 30. férje halála                                    | 1885. április 25.                                                  | IV. Kamehameha  |
| Nem nősült meg, uralkodása alatt nem volt királyi hitves 1863–1872 | Nem nősült meg, uralkodása alatt nem volt királyi hitves 1863–1872   | Nem nősült meg, uralkodása alatt nem volt királyi hitves 1863–1872                   | Nem nősült meg, uralkodása alatt nem volt királyi hitves 1863–1872 | Nem nősült meg, uralkodása alatt nem volt királyi hitves 1863–1872 | Nem nősült meg, uralkodása alatt nem volt királyi hitves 1863–1872                                                                          | Nem nősült meg, uralkodása alatt nem volt királyi hitves 1863–1872 | Nem nősült meg, uralkodása alatt nem volt királyi hitves 1863–1872 | V. Kamehameha   |
| Nem nősült meg, uralkodása alatt nem volt királyi hitves 1873–1874 | Nem nősült meg, uralkodása alatt nem volt királyi hitves 1873–1874   | Nem nősült meg, uralkodása alatt nem volt királyi hitves 1873–1874                   | Nem nősült meg, uralkodása alatt nem volt királyi hitves 1873–1874 | Nem nősült meg, uralkodása alatt nem volt királyi hitves 1873–1874 | Nem nősült meg, uralkodása alatt nem volt királyi hitves 1873–1874                                                                          | Nem nősült meg, uralkodása alatt nem volt királyi hitves 1873–1874 | Nem nősült meg, uralkodása alatt nem volt királyi hitves 1873–1874 | I. Lunalilo     |
|                                                                    | Eszter Kapiʻolani királyné                                           | Kuhio Kalaniana'ole                                                                  | 1834. december 31.                                                 | 1863. december 19., Honolulu                                       | 1874. február 12. férje trónra lépte 1883. február 12., Honolulu koronázása                                                                 | 1891. január 20. férje halála                                      | 1899. június 24.                                                   | I. Kalākaua     |
|                                                                    | John Owen Dominis a királynő férje Hawaii hercege (Princeps Consors) | John (Ivan) Dominis, Triesztből kivándorolt dalmát származású amerikai hajóskapitány | 1832. március 10.                                                  | 1862. szeptember 16., Honolulu                                     | 1891. január 29. felesége trónra lépte elnyeri a Hawaii hercege (Princeps Consors) címet, királyi titulust azonban nem kap felesége mellett | 1891. augusztus 27.                                                | 1891. augusztus 27.                                                | I. Liliuokalani |
| Képe                                                               | Neve                                                                 | Apja                                                                                 | Születése                                                          | Házassága                                                          | Királyi hitvessé válása (koronázása) | Királyi hitvesi terminus vége                                      | Halála                                                             | Házastársa      |

## Külső hivatkozások
- Christopher Buyers: The Royal Ark/The Hawaiian Islands (Hozzáférés: 2014. december 15.)